# Synagoge (Wodzisław)

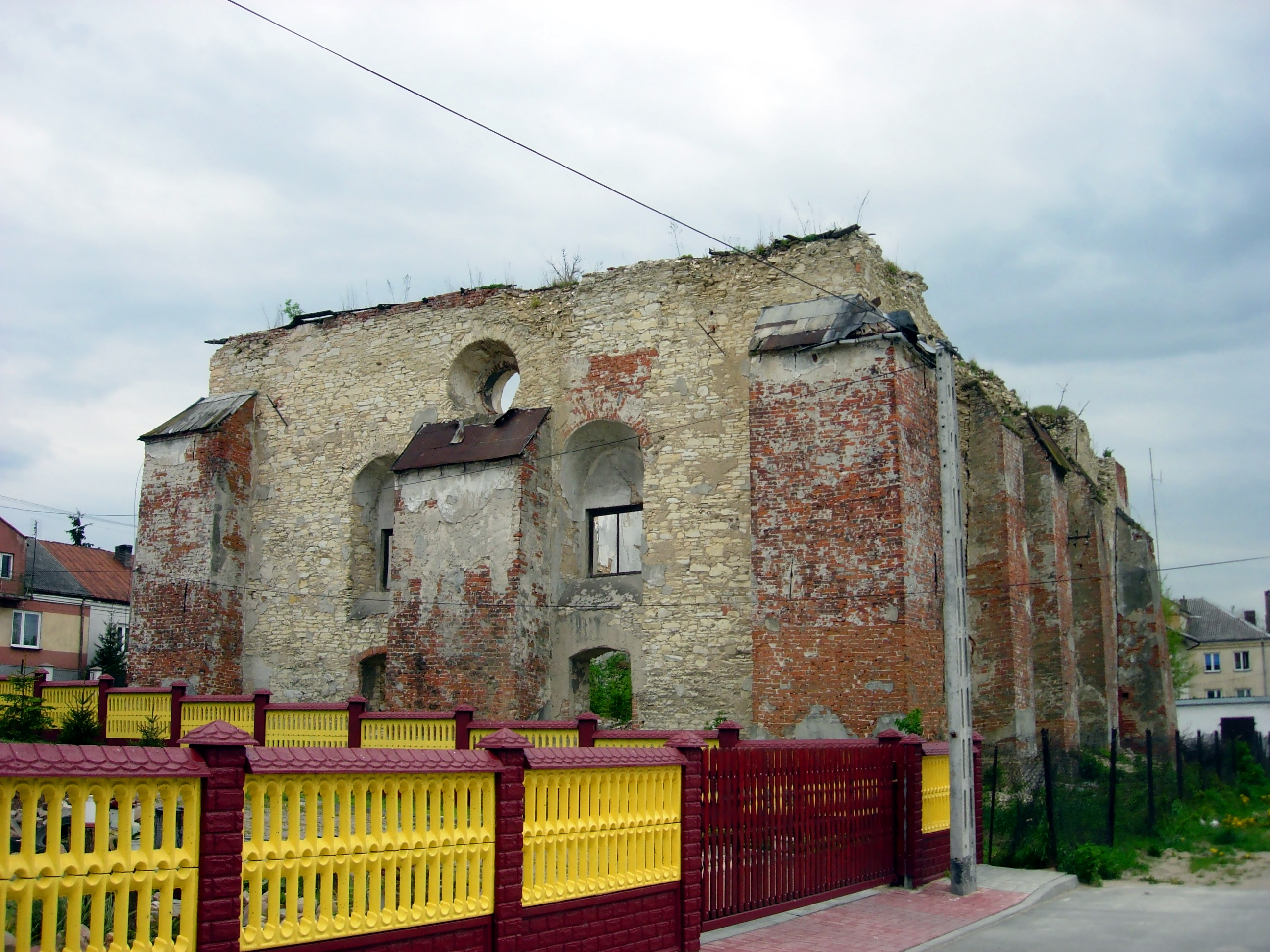
Ruine der Synagoge 2007; Blick vom Osten

Der Synagoge in Wodzisław, einer polnischen Stadt in der Woiwodschaft Heiligkreuz, wurde im 17. Jahrhundert errichtet. Sie ist heute eine Ruine.

## Geschichte
Es wird gelegentlich angegeben, dass das Gebäude ein Gebäude der örtlichen Calvinisten war, das später von den jüdischen Bewohnern der Stadt in eine Synagoge umgewandelt wurde. Architektonische Untersuchungen 1967 gaben aber keinerlei Hinweise darauf. Man nimmt die erste Hälfte des 17. Jahrhunderts als Zeitpunkt des Baues an.
Nach einem Brand 1746 mussten Teile wieder hergestellt werden.
Nach dem deutschen Überfall auf Polen und dem Beginn der Judenverfolgung wurde die Synagoge aufgegeben. Toraschrein und Bima wurden zerstört. In der Haupthalle wurden zwei zusätzliche Stockwerke eingezogen, die Wand zwischen der Frauenempore und der Halle wurde niedergerissen sowie Fenster teilweise zugemauert und andere neu in die Wände gebrochen. Das Gebäude wurde 1942–43 als Getreidelager genutzt.
Das Dach wurde Mitte der 1970er Jahre repariert, Pläne, die ehemalige Synagoge in ein Kulturzentrum zu verwandeln, wurden aber nicht realisiert, und im nächsten Jahrzehnt stürzte das Dach ein. Das Ministerium für Kultur und nationales Erbe stellte 2007 Geld zur Verfügung, um den Weiterbestand der Ruine abzusichern.

## Architektur

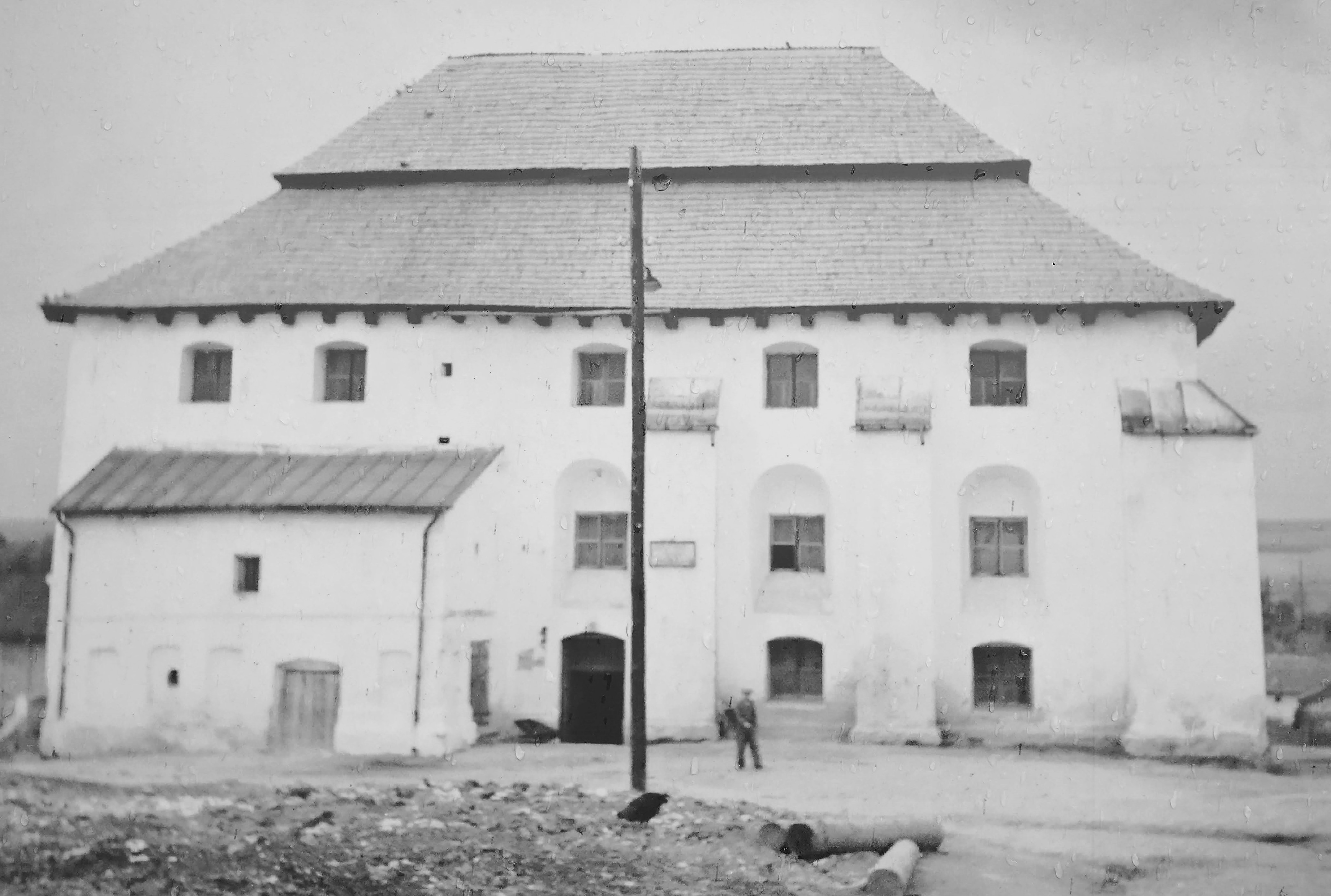
Synagoge vor der Zerstörung

Das langgestreckte Gebäude hat bis zu zwei Meter dicke Mauern mit Stützstreben an den Außenwänden. An der Nord- und Südseite sind je drei Rundbogenfenster, an der Ostseite, hinter der sich der Toraschrein befand, sind es zwei mit einem zwischen ihnen, hoch angebrachten, Okulus.
Das Dach war ein zweistufiges Walmdach mit einem kleinen Absatz zwischen den beiden Stufen. Diese Dachart wird als polnisches Dach bezeichnet. Die Synagoge in Wodzisław ist das erste bekannte Beispiel für eine derartige Dachform.
Im Westen befand sich der Eingangsbereich mit Vestibül und einem weiteren Nebenraum. Über diesen war die Frauenempore. Vestibül und Nebenraum hatten einfache, rechteckige Fenster; der Frauenraum darüber Rundbogenfenster ähnlich denen der Haupthalle, wenn auch kleiner.
Die Dimensionen des Hauptraumes waren 15 × 12 m bei einer Höhe bis zur Decke von 10 m.